# Björn Axlund
Björn Olov Teodor Axlund, född 24 december 1931 i Stockholm, död 29 april 2022 i Stockholm, var en svensk företagsledare, gallerist och författare.
Björn Axlund växte upp i Vasastan i Stockholm, där han gick på Norra Latin. Därefter bedrev han handelsstudier vid Schartaus handelsinstitut och utbildade sig till ingenjör vid Högre Tekniska Läroverket i Stockholm. I mitten av 1950-talet blev han verksam inom Ingenjörsfirman O.T. Axlund, som hade grundats 1933 av hans far och där Björn Axlund slutligen blev företagsledare. 
År 1984 tog Björn Axlunds yrkesliv en ny vändning då han lämnade näringslivet och i stället grundade ett konstgalleri i Gamla stan i Stockholm som han drev tillsammans med livskamraten Lillemor Vigström. Utställningsverksamheten utgick från deras personliga preferenser och var inriktad på svenskt måleri av hög kvalitet. Ett sidospår var svenska äktnaiver, som Galleri Axlund bidrog till att uppmärksamma.
Efter att Galleri Axlund upphört med sin verksamhet år 2000 utvecklade Björn Axlund ett författarskap om konstnärer som intresserade honom. År 2002 utgavs den omfattande monografin Färgformen om göteborgskoloristen Åke Göransson innehållande en catalogue raisonné. År 2007 utkom en bok om målaren Berndt Wennström och 2008 en bok om äktnaiven Axel Bengtsson. Som ett slags bokslut över galleriverksamheten utkom 2020 Hos Axlund på Stortorget: dagboksanteckningar och bilder 1983–2000.